# Fujio Yamamoto
Fujio Yamamoto (山本 富士雄, Yamamoto Fujio, Kanagawa, 27 mei 1966) is een Japans voormalig voetballer die als verdediger speelde.

## Clubcarrière
Yamamoto begon zijn carrière in 1990 bij Mitsubishi Motors, de voorloper van Urawa Reds. Hij tekende in 1993 bij NKK. Hij tekende in 1994 bij Bellmare Hiratsuka. Yamamoto veroverde er in 1994 de Beker van de keizer. Yamamoto beëindigde zijn spelersloopbaan in 1996.

## Statistieken

### J.League
| Seizoen | Club               | Competitie | J.League | J.League | J.League Cup | J.League Cup | Totaal | Totaal |
| Seizoen | Club               | Competitie | Wed.     | Dlp.     | Wed.         | Dlp.         | Wed.   | Dlp.   |
| ------- | ------------------ | ---------- | -------- | -------- | ------------ | ------------ | ------ | ------ |
| 1992    | Urawa Reds         | J1 League  | -        | -        | 0            | 0            | 0      | 0      |
| 1994    | Bellmare Hiratsuka | J1 League  | 0        | 0        | 0            | 0            | 0      | 0      |
| 1995    | Bellmare Hiratsuka | J1 League  | 17       | 0        | -            | -            | 17     | 0      |
| 1996    | Bellmare Hiratsuka | J1 League  | 10       | 0        | 4            | 0            | 14     | 0      |
| Totaal  | Totaal             | Totaal     | 27       | 0        | 4            | 0            | 31     | 0      |